# Michael Thomas (giocatore di football americano)
Michael Thomas (Houston, 17 marzo 1989) è un giocatore di football americano statunitense che gioca nel ruolo di safety per i Cincinnati Bengals della National Football League (NFL). Al college ha giocato a football alla Stanford University.

## Carriera professionistica
Dopo non essere stato scelto nel Draft NFL 2012, Thomas firmò con i San Francisco 49ers, allenati dal suo ex allenatore a Stanford Jim Harbaugh, senza scendere mai in campo nella sua stagione da rookie. La stagione successiva passò ai Miami Dolphins debuttando come professionista nella settimana 15 contro i New England Patriots. Thomas divenne l'eroe di quella partita quando, a 2 secondi dal termine, mise a segno un intercetto su Tom Brady che sigillò la vittoria della sua squadra. Per questa prestazione fu premiato come miglior difensore della settimana della AFC. Thomas divenne stabilmente titolare nella stagione 2015, terminando con un nuovo primato personale di 85 tackle.
Nel 2018 Thomas firmò con i New York Giants, venendo convocato come special teamer per il suo primo Pro Bowl al posto di Cory Littleton, impegnato nel Super Bowl LIII.

## Palmarès

### Franchigia
- National Football Conference Championship: 1

San Francisco 49ers: 2012
- American Football Conference Championship: 1

Cincinnati Bengals: 2021

### Individuale
- Convocazioni al Pro Bowl: 1

2018
- Difensore della settimana della AFC: 1

15ª del 2013